# Чагода (деревня)
Чагода — деревня в Чагодощенском муниципальном округе Вологодской области.
Входит в состав Белокрестского сельского поселения, с точки зрения административно-территориального деления — в Белокрестский сельсовет.
Расстояние по автодороге до районного центра Чагоды — 7 км, до центра муниципального образования села Белые Кресты — 9 км.
По переписи 2002 года население — 14 человек.